# Alexandr Ushakov
Alexandr Andréyevich Ushakov (en ruso: Александр Андреевич Ушаков; Smirnovo, 18 de junio de 1948-14 de agosto de 2024) fue un deportista soviético que compitió en biatlón.
Ganó cinco medallas en el Campeonato Mundial de Biatlón entre los años 1970 y 1977.
Se retiró de la competición en 1980. Posteriormente, trabajó como entrenador de biatlón y fue profesor titular de Educación Física en la Academia Espacial Militar A. F. Mozhaiski de Leningrado.

## Palmarés internacional
| Campeonato Mundial | Campeonato Mundial    | Campeonato Mundial | Campeonato Mundial |
| Año                | Lugar                 | Medalla            | Prueba             |
| ------------------ | --------------------- | ------------------ | ------------------ |
| 1970               | Östersund (Suecia)    | Medalla de oro     | Relevo             |
| 1974               | Minsk (URSS)          | Medalla de oro     | Relevo             |
| 1975               | Anterselva (Italia)   | Medalla de plata   | Relevo             |
| 1977               | Lillehammer (Noruega) | Medalla de oro     | Relevo             |
| 1977               | Lillehammer (Noruega) | Medalla de bronce  | Velocidad          |